# Halid Bešlić
Halid Bešlić (Knežina, Sokolac; 20. studenoga 1953.), bosanskohercegovački pjevač narodne glazbe.

## Životopis
Amaterski se počeo baviti glazbom, odnosno pjevanjem još kao učenik osnovne škole, kroz razna kulturno umjetnička društva, a najduže vremena je proveo u KUD “Zijo Dizdarević”. To je potrajalo sve do odsluženja vojne obveze u bivšoj SFRJ. Nakon povratka iz vojske svoju glazbenu karijeru je više aktivirao kroz nastupe u poznatim sarajevskim i drugim restoranima, što je potrajalo nekih 5-6 godina. Prvu singl-ploču snimio je 1979. godine od kada počinje njegov uzlazni put uspjeha i popularnosti na bosanskoj, odnosno balkanskoj glazbenoj sceni. Rezultat njegovog rada od 1979. godine do 2023. je 19 snimljenih albuma, kao i dva albuma uživo.
Halid Bešlić je dao ogroman doprinos na humanitarnom planu za vrijeme agresije na Bosnu i Hercegovinu (1992. – 1995.). Održao je preko 500 humanitarnih koncerata širom zapadne Europe.
Dobitnik je brojnih nagrada i priznanja za glazbena ostvarenja i dostignuća.
Član je Udruženja glazbenika BiH.

## Diskografija
- Grešnica/Ne budi mi nadu, singlica, 1979.
- Sijedi starac/Zašto je tako moralo da bude, singlica, – 1980.
- Halid Bešlić, album, 1981.
- Halid Bešlić, album, 1982.
- Pjesma samo o njoj/Domovino u srcu te nosim, singlica, – 1982.
- Dijamanti..., album, – 1984. - dijamantni
- Zbogom noći, zbogom zore, album, – 1985. - dijamantni
- Otrov, album, – 1986. - dijamantni
- Zajedno smo jači – 1986. - platinasti
- Mujo, Halila i vila/Vraćam se majci u Bosnu (Beograđanka), singlica, 1986.
- Ne diraj čoveka za stolom/Voljela me jedna Esma, singlica, 1986. (H. Bešlić i Mitar Mirić)
- Eh kad bi ti, rekla mi volim te, album, – 1987. - dijamantni
- Mostovi tuge, album, – 1988. - platinasti
- Uživo!, album, 1988. - platinasti
- Opet sam se zaljubio, album, – 1990. - platinasti
- Ljiljani, album,  – 1991.
- Grade moj, album, – 1993.
- Ne zovi me, ne traži me, album,  – 1996.
- Robinja, album,  – 1998.
- Iz sve snage - live, album, 1998.
- U ime ljubavi (Halid Bešlić), album, – 2000.
- Legende ne umiru, singl, 2002. (H. Bešlić, Mladen Vojičić Tifa, Princess Krofne)
- Prvi poljubac, album, – 2003.
- Halid 08, album, – 2007.
- Folk zvijezde zauvijek (2009) - best of
- Hitovi za sva vremena, album, 2010. (H. Bešlić i prijatelji)
- Romanija, album, 2013.
- Trebević, album 2020.

## Vanjske poveznice
- Službena stranica
- Discogs
- YouTube